# Ostuni
Ostuni es una localidad y comune italiana de la provincia de Brindisi, región de Apulia, con 32.507 habitantes.
La región es productora de aceite de oliva y vino de gran calidad.

## Principales lugares de interés

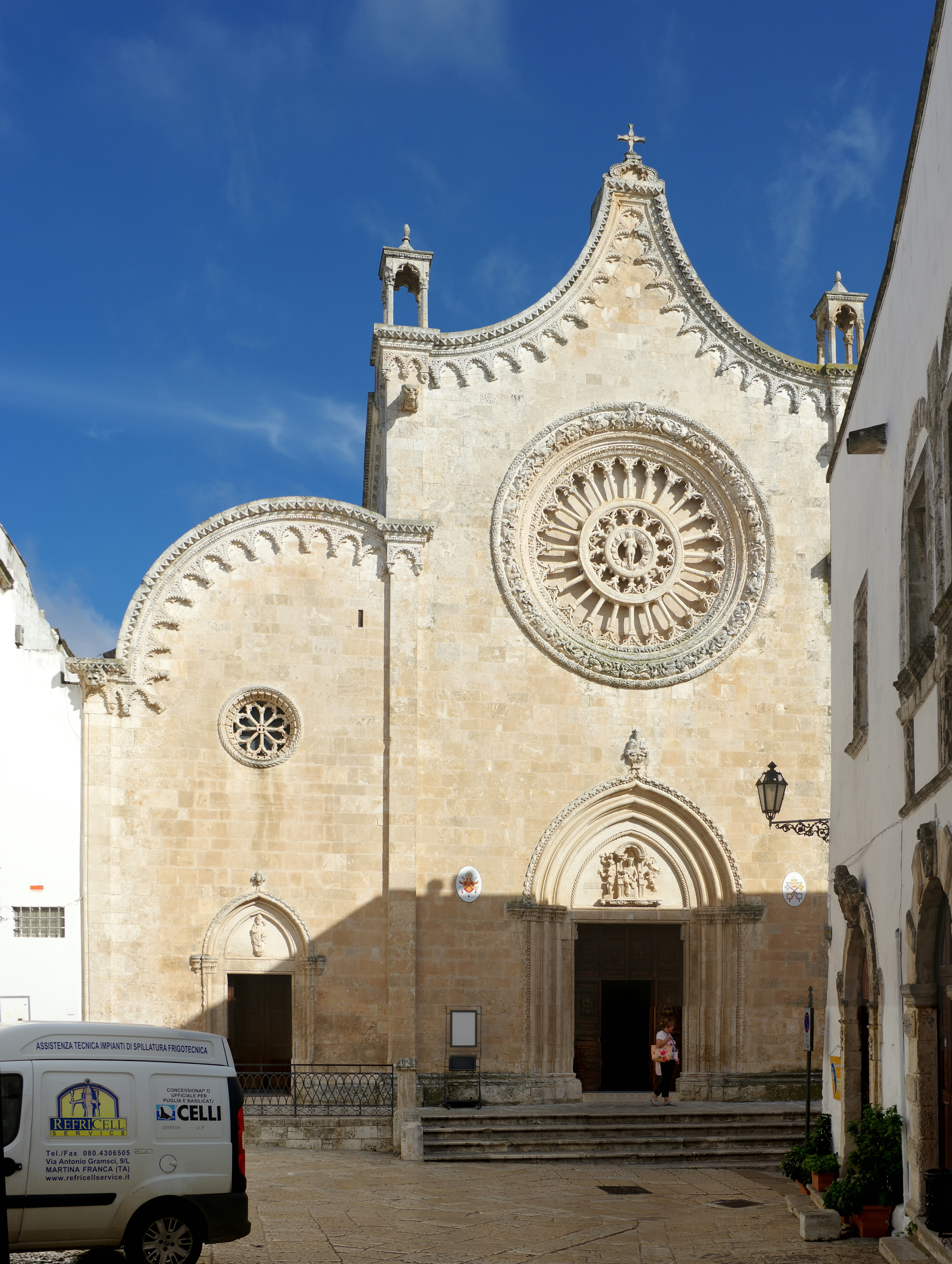
Concatedral de Ostuni.

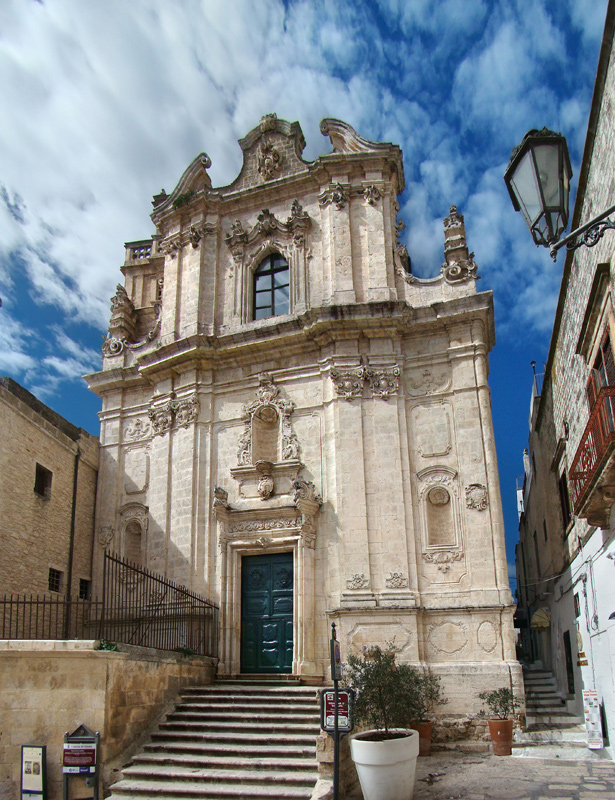
Iglesia de San Vito Martire.

Encaramada sobre tres colinas que se asoman al valle, Ostuni es conocida, por sus muros y casas encaladas, la "ciudad blanca" (Città Bianca) de Apulia.
Su "Ciudad Vieja" es la ciudadela de Ostuni construida en lo alto de las colinas Murge y todavía fortificada por las antiguas murallas aragonesas. Los principales monumentos, por derecho propio, los edificios más grandes de la ciudad son la catedral de Ostuni y el palacio episcopal, junto con varias iglesias y palacios de familias aristocráticas locales: Aurisicchio, Ayroldi, Bisantizzi, Falghieri, Ghionda, Giovine, Jurleo, Marseglia, Moro, Palmieri, Petrarolo, Sansone, Siccoda, Tanzarella, Urselli o Zaccaria. También el museo civico di Ostuni.
En la campiña circundante se encuentran las típicas masserias apulienses, latifundios fortificados, una de los cuales, la de San Domenico, fue antaño propiedad de los Caballeros de Malta.

## Evolución demográfica
| Gráfica de evolución demográfica de Ostuni entre 1861 y 2001 |
|                                                              |
| Fuente ISTAT - elaboración gráfica de Wikipedia              |